# Traité de Fălciu
Le traité de Fălciu, aussi appelé traité de Pruth, a été signé sur les rives de la rivière Prout entre l'Empire ottoman et le Tsarat de Russie le 23 juillet 1711, mettant fin à la guerre russo-turque de 1710-1711. Ce traité, fait avec l'aide de avec Peter Shafirov, constitue une victoire politique pour l'Empire ottoman.

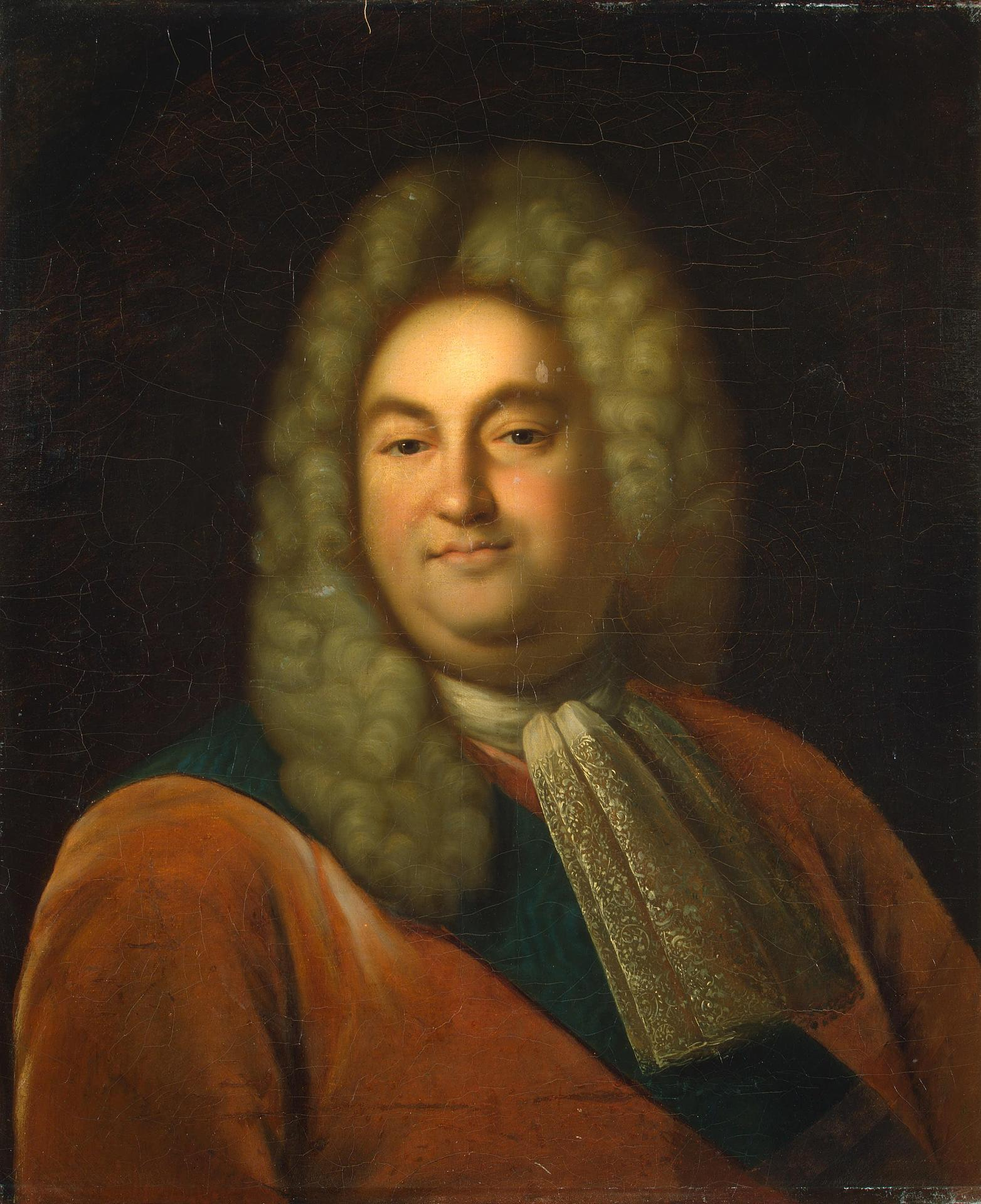
Pierre Shafirov. Signataire Russe.

Le traité prévoit la restitution de la forteresse d'Azov aux Ottomans, la démolition de Taganrog et de plusieurs forteresses russes, et le tsar s'engage à ne plus interférer dans les affaires de la république des deux nations, que les Russes considèrent de plus en plus comme faisant partie de leur sphère d'influence.

## Contexte
Les causes indirectes de la guerre peuvent être attribuées à l'expansion agressive de l'Empire suédois au cours des XVIe et XVIIe siècles. L'expansion agressive de la Suède en Scandinavie a forcé une coalition de nations d'Europe de l'Est à se former pour la contenir, y compris le Tsardom de Russie. Après sa défaite à la bataille de Narva en 1700, la Russie a été envahie par le roi Charles XII dans le cadre de la Grande Guerre du Nord. L'invasion de la Russie a échoué et une grande partie de l'armée de Charles est morte de maladie et d'usure. En outre, le règne de Pierre le Grand a consisté en une période d'influence et d'orientation occidentales croissantes, caractérisée par l'établissement de la capitale de la Russie à Saint-Pétersbourg en 1703, ce qui a ouvert des liens navals directs avec l'Occident.
La campagne de la rivière Pruth a été déclenchée à la suite de la défaite du roi Charles XII à la bataille de Poltava à l'été 1709 et de sa retraite dans l'Empire ottoman. En février 1710, le général Stanislaw Poniatowski, père du dernier roi de Pologne, est envoyé à Constantinople par le roi Charles XII en tant qu'émissaire après que le monarque a compris qu'il n'aurait pas de passage sûr à travers la Pologne pour retourner en Suède. Dans son rôle d'envoyé, le général devait accomplir les tâches suivantes : 
- Œuvrer à la déposition du Grand Vizir Tchorlulu Ali Pacha, considéré comme ami des Russes.
- Préparer les bases d'une alliance turco-suédoise (dirigée contre la Russie)
- Faire entrer la Turquie en guerre contre la Russiee
- Empêcher la reconnaissance d'Auguste II comme roi de Pologne par la Sublime Porte
- Assurer l'« escorte » du roi de Suède conformément aux anciennes promesses du sultan Ahemet III
- Obtenir un prêt d'argent de la Sublime Porte[4].

## Campagne
Une armée russe de 80 000 hommes a avancé le long de la rivière Pruth au cours de l'été 1711, profitant du soutien et de l'accès militaire de la Moldavie. L'armée, dirigée par Pierre le Grand et Boris Sheremetev, tentait d'envahir la Moldavie occupée par les Ottomans avec le soutien du souverain en exil (Voivode) de Moldavie Dimitrie Cantemir. La campagne était mal préparée, manquait de planification et de soutien logistique. Bien que l'armée russe soit nombreuse et bien équipée, elle a été dépassée par une armée ottomane forte de 70 000 hommes sous le commandement du grand vizir Baltacı Mehmet Pacha.
Le moment décisif de la campagne fut la bataille de Stănilești, qui dura quatre jours et commença le 18 juillet 1711. Les deux armées s'affrontèrent sur les plaines inondables de la rivière Pruth dans une bataille non préparée. La bataille était si inattendue que le général Stanislaw Poniatowski s'est empressé d'écrire au roi Charles XII pendant l'engagement sur de petits bouts de papier et l'a daté de 1710 plutôt que de 1711. Ses lettres ont été remises au monarque suédois par le capitaine Busquet et le roi a tenté en vain de participer aux négociations, favorisant une nouvelle campagne ottomane pour capturer Kiev et l'Ukraine. Au cours de l'engagement, les forces ottomanes ont encerclé et coupé l'importante armée russe, ce qui a conduit à sa reddition le 22 juillet.

## Négociations
Le 22 juillet, l'armée russe est complètement encerclée, ce qui amène Pierre à entamer des négociations de paix avec le grand vizir Baltaci Memhet Pacha. La situation qui s'est créée a donné aux Ottomans une position de négociation dominante, encore aggravée par les appels à des conditions plus dures lancés par le général Stanisław Poniatowski - l'émissaire du roi Charles XII.
Bien que le maréchal Boris Sheremetev soit nominalement en charge des forces russes, Pierre le Grand est le commandant militaire suprême et ordonne à son vice-chancelier, le baron Peter P. Shafirov, de négocier la paix avec les Turcs. Dans ses instructions, Pierre le Grand souligne sa volonté de céder à la Sublime Porte les territoires et les forteresses gagnés lors des campagnes d'Azov de 1695-1696 et confirmés par le traité de Constantinople en 1700. Pierre le Grand était également disposé à céder aux Suédois la Livonie, Pskov et d'autres provinces, et à reconnaître Stanisław Leszczyński comme roi de Pologne.
Les négociations de paix ont été marquées par plusieurs influences majeures. Le khan de Crimée Devlet II Giray a plaidé en faveur de conditions de reddition plus sévères pour l'armée russe encerclée. Ses raisons sont motivées par la menace croissante qu'une Russie unie et impériale fait peser sur le khanat de Crimée et par la poursuite de l'expansion russe vers le sud, en direction de la chaîne montagneuse du Caucase. Avec le roi Charles XII de Suède en exil, il souhaite une réduction de la présence russe en Ukraine et en Crimée, ainsi que le retour du roi Charles en Suède pour poursuivre la Grande Guerre du Nord.
Les Ottomans exigent également le retour de Dimitrie Cantemir, le voïvode de Moldavie en exil. Bien que Pierre le Grand accepte toutes les autres demandes, il refuse de rendre Cantemir, au motif que ce dernier s'est enfui de son camp.
Charles n'est pas présent dans le camp ottoman, bien qu'il soit l'une des principales raisons pour lesquelles les deux empires sont en guerre. Au lieu de cela, Charles envoya le général Stanislaw Poniatowski en tant qu'émissaire du roi Charles de Suède et de l'ancien roi Stanisław Leszczyński de Pologne, qui avait été exilé après la défaite de Charles à la bataille de Poltava. Poniatowski envoya plusieurs lettres du camp ottoman à Charles, qui résidait alors à Bender avec une importante suite.

## Clauses
Le traité prévoyait principalement la restitution de la forteresse stratégique d'Azov à l'Empire ottoman. Cette forteresse avait été reprise aux Ottomans en 1700 lors de la signature du traité de Constantinople. En outre, le traité prévoyait la destruction de plusieurs forteresses russes importantes, dont voici la liste :
- Forteresses rasées : Forteresse de Taganrog, Forteresse de Kodak , Forteresse de Novobogoroditskaya (Samar) ainsi que Kamenny Zaton (Arrière-plage rocheuse, aujourd'hui Kamianka-Dniprovska).
- Forteresse abandonnée : Forteresse d'Azov

Les Russes ont également perdu le droit d'avoir un ambassadeur permanent auprès de la Porte ottomane. Lors de la signature du traité de paix, Peter P. Shafirov et M.M. Sheremetev (le fils du maréchal général) ont été emmenés à Constantinople, où ils devaient rester jusqu'à ce que la Russie s'acquitte pleinement de ses obligations. Peter P. Shafirov et M.M Sheremetev espéraient tous deux quitter l'Empire ottoman à la suite des lettres de ratification, mais ils ont été retenus contre leur gré par les Turcs jusqu'à ce que la commission frontalière ait été complétée. Ils sont restés à Istanbul pendant plusieurs années et ont joué le rôle de diplomates et de négociateurs pour le compte de Pierre le Grand. Ils ont tous deux été emprisonnés pendant six mois dans la prison de Yedikule et étaient impatients de rentrer chez eux, saisissant toutes les occasions qui se présentaient pour s'entretenir avec les diplomates ottomans et russes afin d'accélérer le processus de paix.

## Réactions
Au sein de l'Empire ottoman, le traité a été accueilli relativement positivement. Une guerre prolongée avec la Russie n'était pas considérée comme favorable et aurait constitué un conflit de grande ampleur et relativement insoutenable. L'influence du roi de Suède Charles XII est cependant importante et il continue à vivre à la cour ottomane. En outre, il appelle à une nouvelle guerre pour récupérer les terres perdues au profit de la Russie lors de la Grande Guerre du Nord et à des stipulations de traité plus sévères à l'égard de Pierre le Grand. Il envoie notamment le général Stanislaw Poniatowski avec les forces ottomanes pour tenter d'influencer le traité final. Ce dernier est toutefois écarté des négociations en raison de ses tactiques de négociation agressives et belliqueuses. Après son renvoi, le général reçoit l'ordre d'écrire une lettre de réclamation ferme à l'ambassadeur suédois auprès du sultan, Thomas Funck, datée du 29 août 1711. Les tensions croissantes entre le Grand Vizir Baltaci Mehmet Pacha et le roi Charles XII ont contraint le monarque à commander une autre lettre de réclamation datée du 4 octobre 1711. Cette lettre exposait pour la première fois au sultan la véritable nature des conditions de la paix et, combinée aux plaintes de Devlet II Giray auprès de la Sublime Porte concernant la faiblesse des négociations du Grand Vizir et son mauvais traitement du Khan de Crimée, elle a entraîné la chute de Baltaci Mehmet Pacha et le retour d'une hostilité ouverte avec le Tsarat russe.
Si le traité a mis fin au conflit militaire immédiat, le conflit géopolitique plus large est resté très actif. L'expansion de la Russie dans les régions du Caucase et de l'Ukraine menaçait le contrôle ottoman dans ces régions. Au cours des deux années suivantes, plusieurs guerres sont déclarées. Le 9 décembre 1711, un nouveau conflit est déclaré, bien qu'il n'y ait pas d'action militaire et que le conflit soit résolu par l'intermédiaire des ambassadeurs russes à Constantinople. Les Turcs déclarent à nouveau la guerre à la Russie le 31 octobre 1712 et le 13 avril 1713, mais les conflits se déroulent de la même manière que le premier et aucune action militaire n'est menée. La compétence des ambassadeurs à Constantinople a permis d'éviter une guerre à grande échelle et les événements ont abouti à la signature du traité d'Adrianople en 1713. Le traité confirme les stipulations convenues dans le traité de Pruth et ajoute une clause spéciale pour délimiter les frontières entre les deux États. Le traité d'Adrianople a vu la région autour d'Azov complètement rendue aux Turcs, tandis que Pierre le Grand a « retiré sa main » de l'Ukraine et du Sich zaporizhien sur la rive droite du Dniepr. Les deux empires se voient interdire la construction de forteresses sur leurs vastes frontières. Toutefois, la question de l'accès des Russes à la mer Noire est restée longtemps un problème crucial. La frontière établie après les travaux des deux commissions frontalières en 1714 a été une nouvelle fois confirmée par le traité de paix éternelle de Constantinople en 1724. Ce n'est que sous le règne de l'impératrice Anna Ioannovna que la question a été résolue et que les frontières entre les deux empires ont été définitivement fixées.
En Angleterre, le traité a été relativement bien accueilli. La Compagnie anglaise du Levant, qui avait d'importants intérêts commerciaux à l'est, s'inquiétait de plus en plus de l'influence de la marine russe sur ses profits orientaux. Cela permet à la Compagnie anglaise de conserver des activités commerciales fructueuses.

## Suites
En souvenir de ce traité, un cuirassé russe est baptisé Bronenossets Prut (russe : Броненосец Прут). L’équipage, composé en partie de Moldaves, se mutine en 1905, en même temps que celui du Potemkine et pour les mêmes raisons, avant de demander et obtenir l’asile à Constanza en Roumanie.